# Belo Horizonte
Belo Horizonte a brazíliai Minas Gerais állam fővárosa, az ország délkeleti részében található. Nevének jelentése gyönyörű horizont. Lakossága 2,4 millió, elővárosokkal együtt 5,4 millió fő, ezzel Brazília harmadik legnépesebb agglomerációja. A környék első települései a 18. század elején alakultak, de a várost a jelenlegi formájában 1890 körül tervezték és építették, hogy kiváltsa Minas Garais akkori fővárosát, Ouro Pretót. Manapság a régi és új épületállományának kontrasztjáról ismert, mivel számos jelentős brazil építész hagyott nyomot a városon.

## Népesség
A város népességének változása:
| Lakosok száma | 2 238 526 | 2 375 151 | 2 502 557 | 2 513 451 | 2 501 576 | 2 521 564 | 2 530 701 | 2 315 560 |
|               | 2000      | 2010      | 2015      | 2016      | 2018      | 2020      | 2021      | 2022      |

## Történelem
A mai metropolisz valamikor egy João Leite da Silva Ortiz nevű São Pauló-i „bandeirante” által alapított kis falu volt. A bandeinanték a felderítő banderiák tagjai voltak, akik az addig felderítetlen, kontinensnyi portugál gyarmat, Brazília ismeretlen területeit derítették föl. Ezek a banderiáknak nevezett expedíciók São Paulo-ból indultak ki. Mivel ezen a területen a gazdálkodáshoz megfelelő klímát és termőföldet találtak, és a táj is szép volt, a felfedező 1701-ben letelepedett ezen a helyen, fölhagyva az aranykereséssel. Gazdaságot alapított ezen a helyen, amit „Curral d'el Rey”-nek nevezett el. Az itt létesített farm jó megélhetést biztosított, ami a környékről többeket is a régióba csábított, így a kis gazdaság köré falu létesült, melynek nevét 1906-ban változtatták Belo Horizontéra.

## Gazdaság

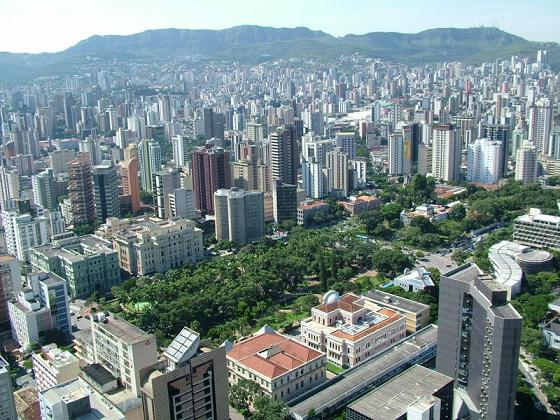
Belo Horizonte

Belo Horizonte soha sem volt népszerű a turisták körében, mivel nincs tengerpartja, ami a legtöbb turistát Brazíliába csalogatja. Ennek ellenére nagy számú látogatót fogad, ami annak tudható be, hogy az ország egyik gazdasági súlypontja.
Belo Horizonte fejlett iparral rendelkezik, ezen belül is jelentős a fémfeldolgozás, mivel Minas Gerais állam jelentős ásványkincsekkel rendelkezik.
Az utóbbi években a város jelentős pénzt fektetett be az üzleti turizmus fejlesztésére, aminek keretein belül 3000[forrás?] nemzeti és nemzetközi eseménynek adott helyet a város.

## Oktatás
Belo Horizonte Minas Gerais állam oktatási központja, több nagy egyetem is működik a városban:
- Minas Gerais-i Szövetségi Egyetem (UFMG)
- Universidade do Estado de Minas Gerais (UEMG)
- Pontifícia Universidade Católica de Minas Gerais (PUC-MG)
- Centro Universitário UNA
- Universidade FUMEC
- Universidade José do Rosário Vellano (UNIFENAS)
- Centro Universitário Newton Paiva
- Centro Federal de Ensino Tecnológico de Minas Gerais (CEFET-MG)

## Közlekedés

### Vasúti
Belo Horizonte metróhálózatát 1986. augusztus 1-jén nyitották meg. A hálózatot jelenleg egyetlen vonal (28,1 kilométer hosszúságú) és 19 állomás alkotja. A szerelvények naponta 5:45-től éjjel 23 óráig közlekednek.

### Közúti
A város közúthálózata jól kiépített, több jelentős főút is áthalad rajta. Az autóbuszközlekedés az egész várost lefedi.

### Légi
A város nemzetközi repülőteréről (melyet Tancredo Neves egykori elnökről neveztek el) főleg belföldi járatok közlekednek, de indulnak járatok innen Dél-Amerika és Európa országaiba is.

## Látnivalók
A városban sok jelentős kulturális helyszín és építmény van, melyeknek a többsége Pampulha kerületben található. Sok példát találni a kortárs brazil építészetre, például a világ legnagyobb stadionjainak egyikét, a 71 860 fő befogadására alkalmas Estádio Mineirãót, a São Francisco de Assis (vagyis Assisi Szent Ferenc) templomot (melyet Igreja da Pampulhaként is ismernek), amit a híres brazil építész, Oscar Niemeyer tervezett.
Belo Horizonte belvárosában találhatók a neogótikus Boa Viagem- és a São José-katedrálisok, valamint a Praça da Estação vasútállomás épülete. Található még itt egy obeliszk is, amit 1922-ben, a Portugáliától való függetlenség kikiáltásának 100. évfordulóján állítottak fel.

## Híres emberek
- Itt született 1944-ben Ângela Diniz
- Aécio Neves brazil politikus, közgazdász, Minas Gerais állam volt kormányzója
- Itt született Antônio Anastasia brazil politikus és ügyvéd (1961. május 9. –)
- Itt született 1974. október 3-án  Kelly Fraga röplabdázó, aki a 2000-es olimpián bronzérmet nyert
- A Sepultura metálegyüttes itt alakult 1984-ben

## Testvérvárosok
- Toronto, Kanada
- Porto, Portugália (1986)
- Milánó, Olaszország
- Havanna, Kuba
- Betlehem, Palesztina
- Boston, USA (2007)
- Fort Lauderdale, USA (2003)
- Newark (New Jersey), USA (2006)
- Masaya, Nicaragua (2002)
- Granada, Spanyolország (1975)
- Minszk, Fehéroroszország (1987)
- Luanda, Angola (1968)
- Tegucigalpa, Honduras (2004)
- Zahle, Libanon (1974)
- Homsz, Szíria (2001)
- Tripoli, Líbia (2003)
- Cuenca, Ecuador (2004)
- Córdoba, Argentína (2007)
- Austin, USA (1965)